# Дяволът в живота, легендите и в литературата на Средните векове
„Дяволът в живота, легендите и в литературата на Средните векове“ (на руски: Дьявол в быту, легенде и в литературе Средних веков) е своеобразна енциклопедия на демонологията. Проследява борбата с Дявола в продължение на историята.
Книгата е сполучлив опит, предприет през 1911 г. от известния руски писател, драматург, есеист, журналист, литературен и театрален критик Александър Амфитеатров да се проследи образът на Сатаната в религиозното, митологично, философско, културно и историческо пространство. Опитът е доста успешен. Книгата му е ползвана за справки при работата по създаване на образите на Воланд и неговата свита в „Майстора и Маргарита“ от Михаил Булгаков.
На страниците на книгата може да се намерят справки за раждането, смъртта и потомството на дявола, бесовската му демонична мания, изкушения, примки, адски мъки, зъл дух, вещи дела, магии и техните последици, както и информация за борбата на Църквата с дявола и т.н.